# Calycomyza
Genre
Calycomyza est un genre de diptères de la famille des Agromyzidae.

## Lien
- Calycomyza, Catalogue of Life